# Hrabstwo Lennox and Addington
Hrabstwo Lennox And Addington (Lennox And Addington County) – jednostka administracyjna Kanadyjskiej prowincji Ontario leżąca w południowym Ontario.
Hrabstwo tworzą następujące ośrodki komunalne:
- Addington Highlands
- Greater Napanee
- Loyalist
- Stone Mills